# Campeonato Asiático de Taekwondo de 1998
El XIII Campeonato Asiático de Taekwondo se celebró en Ciudad Ho Chi Minh (Vietnam) en 1998 bajo la organización de la Unión Asiática de Taekwondo.
En total se disputaron en este deporte dieciséis pruebas diferentes, ocho masculinas y ocho femeninas.

## Resultados

### Masculino
| Evento | Oro                         | Plata                          | Bronce                                                   |
| ------ | --------------------------- | ------------------------------ | -------------------------------------------------------- |
| –50 kg | Kun Lee-Hou China Taipéi    | Mohamed Al-Hamed Jordania      | Tran Quang Vinh Vietnam Kim Byung-Tae Corea del Sur      |
| –54 kg | Choi Man-Yong Corea del Sur | Nguyễn Duy Khương Vietnam      | Liu Huasheng China Nicholas Tsioulos Australia           |
| –58 kg | Kim Eui-Chul Corea del Sur  | Meng Fan-An China Taipéi       | Liu Chuang China S. Sinnathurai Singapur                 |
| –64 kg | Kang Nam-Won Corea del Sur  | Mohamad Tagui Jazarei Irán     | Chen Shih-Kai China Taipéi Subramaniam Sarawanan Malasia |
| –70 kg | Kim Byung-Uk Corea del Sur  | Chang Shin-Lung China Taipéi   | Vahid Abdolahi Irán Mohamed Al-Roz Jordania              |
| –76 kg | Ryu Keun-Moo Corea del Sur  | Ali Tayik Irán                 | Mohamed Al-Fararyeh Jordania Chang Chu-Tien China Taipéi |
| –83 kg | Kang Dong-Kuk Corea del Sur | Husein El-Tahlat Jordania      | Alessandro Lubiano Filipinas Robert Robert Indonesia     |
| +83 kg | Kim Je-Kyoung Corea del Sur | Jalid Al-Dosari Arabia Saudita | Saleh Dergami Catar Ibrahim Aquil Jordania               |

### Femenino
| Evento | Oro                            | Plata                                | Bronce                                                 |
| ------ | ------------------------------ | ------------------------------------ | ------------------------------------------------------ |
| –43 kg | Jang Jung-Eun Corea del Sur    | Khin Swe Oo Malasia                  | Li Huang China Huang Yu-Hsin China Taipéi              |
| –47 kg | Chi Shu-Ju China Taipéi        | Shim Hye-Young Corea del Sur         | Juana Wangsa Putri Indonesia Liang Ming Wong Singapur  |
| –51 kg | Lee Ji-Eun Corea del Sur       | Usa Sinlapajarn Tailandia            | Elyasar Matar Jordania Umi Alifah Indonesia            |
| –55 kg | Trần Hiếu Ngân Vietnam         | Nootcharin Sukkhongdumnoen Tailandia | Xu Shen China Jeong Jae-Eun Corea del Sur              |
| –60 kg | Chen Yi-An China Taipéi        | Maria Nelia Sy Filipinas             | Lee Sun-Hee Corea del Sur Zhang Huijing China          |
| –65 kg | Kim Mi-Young Corea del Sur     | Chen Zhong China                     | Yoriko Okamoto Japón Jasmin Strachan Filipinas         |
| –70 kg | He Luming China                | Khúc Liễu Châu Vietnam               | Hsieh Yen-Chiu China Taipéi Oh Jeong-Hee Corea del Sur |
| +70 kg | Jung Myoung-Sook Corea del Sur | Kao Ching-Yi China Taipéi            | Lee Wan Yuen Malasia Hồ Thị Thanh Ơn Vietnam           |

## Medallero
| Núm. | País           | Oro | Plata | Bronce | Total |
| ---- | -------------- | --- | ----- | ------ | ----- |
| 1    | Corea del Sur  | 11  | 1     | 4      | 16    |
| 2    | China Taipéi   | 3   | 3     | 4      | 10    |
| 3    | Vietnam        | 1   | 2     | 2      | 5     |
| 4    | China          | 1   | 1     | 5      | 7     |
| 5    | Jordania       | 0   | 2     | 4      | 6     |
| 6    | Irán           | 0   | 2     | 1      | 3     |
| 7    | Tailandia      | 0   | 2     | 0      | 2     |
| 8    | Filipinas      | 0   | 1     | 2      | 3     |
| 8    | Malasia        | 0   | 1     | 2      | 3     |
| 10   | Arabia Saudita | 0   | 1     | 0      | 1     |
| 11   | Indonesia      | 0   | 0     | 3      | 3     |
| 12   | Singapur       | 0   | 0     | 2      | 2     |
| 13   | Australia      | 0   | 0     | 1      | 1     |
| 13   | Catar          | 0   | 0     | 1      | 1     |
| 13   | Japón          | 0   | 0     | 1      | 1     |
|      | TOTAL          | 16  | 16    | 32     | 64    |